# Finanzuniversität der Regierung der Russischen Föderation

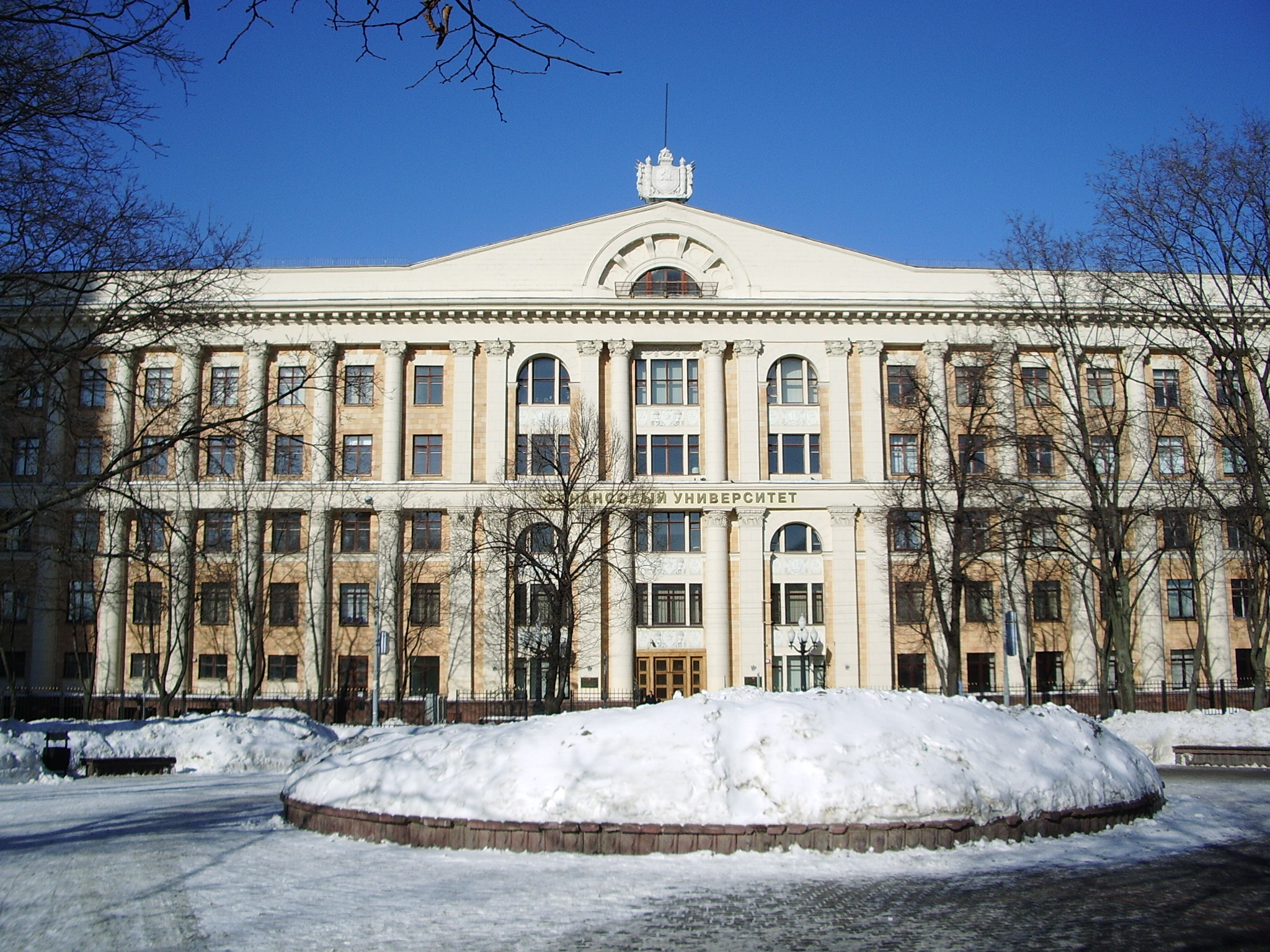
Hauptgebäude

Die Finanzuniversität der Regierung der Russischen Föderation (russisch Финансовый университет при Правительстве Российской Федерации) ist eine Wirtschaftshochschule in Moskau.

## Geschichte, Studienprogramme
Sie wurde 1919 gegründet und hat seit 2010 den Status einer Universität. Frühere Bezeichnungen waren Moskauer Finanz- und Wirtschaftsinstitut (1919–1946), Moskauer Finanzinstitut (1946–1991) und Finanzakademie (1991–2010).
Die Finanzuniversität bietet vierjährige Bachelor-Studiengänge an, zweijährige Master-Lehrgänge, ein Nachdiplomstudium zum Master of Business Administration und ein Doktorandenprogramm.

## Bekannte Absolventen
- Andrei Anikin, sowjetischer Ökonom
- Andrei Borodin, Bankier und Gründer der Bank of Moscow
- Alexander Chloponin, Gebietsgouverneur
- Swetlana Feofanowa, Stabhochspringerin
- Boris Fjodorow, Finanzminister
- Andrei Koslow, Leiter der Bankaufsichtsbehörde
- Gulschan Moldaschanowa, Unternehmerin
- Alexei Nawalny, Politaktivist
- Walentin Pawlow, sowjetischer Ministerpräsident
- Nathalie Péchalat, französische Eiskunstläuferin
- Michail Prochorow, Unternehmer
- Anton Siluanow, Finanzminister
- Tatiana Valovaya, Wirtschaftswissenschaftlerin, UN-Beamte
- Sergei Stepaschin, Politiker

## Sanktionen
Nach dem russischen Überfall auf die Ukraine im Jahr 2022 hat die ukrainische Regierung Sanktionen gegen die Finanzuniversität, ihren Rektor Stanislaw Prokofjew und Präsident Michail Eskindarow verhängt. Im März desselben Jahres hatten Prokofjew und Eskindarow einen offenen Brief der russischen Universitätsrektoren in Unterstützung der Invasion unterzeichnet.
Die Sanktionen umfassen eine unbefristete Beendigung jeglichen kulturellen Austauschs, wissenschaftlicher Zusammenarbeit, Bildungs- und Sportkontakte ukrainischer Einrichtungen und Personen mit der Finanzuniverität sowie ein Visumverbot und das Einfrieren von Vermögenswerten für Prokofjew und Eskindarow.